# Paus
Paus es una freguesia portuguesa del concelho de Resende. Según el censo de 2021, tiene una población de 528 habitantes.